# Droga narolna (Warszawa)
Droga narolna – dawna droga poprowadzona wzdłuż ról (pól uprawnych) należących do mieszczan Starej i Nowej Warszawy oraz książąt mazowieckich.

## Opis
W wyniku nadań dokonywanych w średniowieczu na terenie dzisiejszej Warszawy powstał układ wąskich pasów gruntów o długości przekraczającej często 2 km, ciągnących się z zachodu na wschód. Dostęp do nich umożliwiały tzw. drogi narolne, często zapewniające dojazd do dwóch sąsiadujących ze sobą ról. 
Drogi narolne miały z reguły kierunek zgodny z układem pól, tj. prostopadły do Wisły. Są to m.in. współczesne ulice: Chłodna, Chmielna, Dzielna, Elektoralna, Franciszkańska, Grzybowska, Hoża, Inflancka, Krochmalna, Królewska, Miła, Muranowska, Niska, Nowolipie, Nowolipki, Ogrodowa, Pawia, Pereca, Prosta, Sienna, Smolna, Śliska, Świętokrzyska, Warecka, Wilcza, Wspólna, Świętojerska, Złota i Żytnia. Jedynie we wsi Wielka Wola, w zachodniej części dzisiejszej dzielnicy Wola, drogi narolne biegły równolegle do Wisły i prostopadle do traktu wolskiego (obecnej ulicy Wolskiej). Są to m.in. obecne ulice: Młynarska, Skierniewicka, Płocka, Elekcyjna i Józefa Bema.
W XVIII wieku część dróg narolnych, które znalazły się na terenie warszawskich jurydyk, zostało przekształconych w ulice. Proces ich regulacji i zabudowy był kontynuowany w kolejnych latach. Na terenie Mokotowa (drogami narolnymi wsi Mokotów były m.in. ulice Madalińskiego i Narbutta) stało się to ok. 1900 roku.